# سلیمان‌کی هددرس
سلیمان‌کی هددرس (به انگلیسی: Sulemanki Headworks) یک سد و منطقهٔ مسکونی در پاکستان است که در Depalpur Tehsil, Okara District واقع شده‌است.